# Tindabana

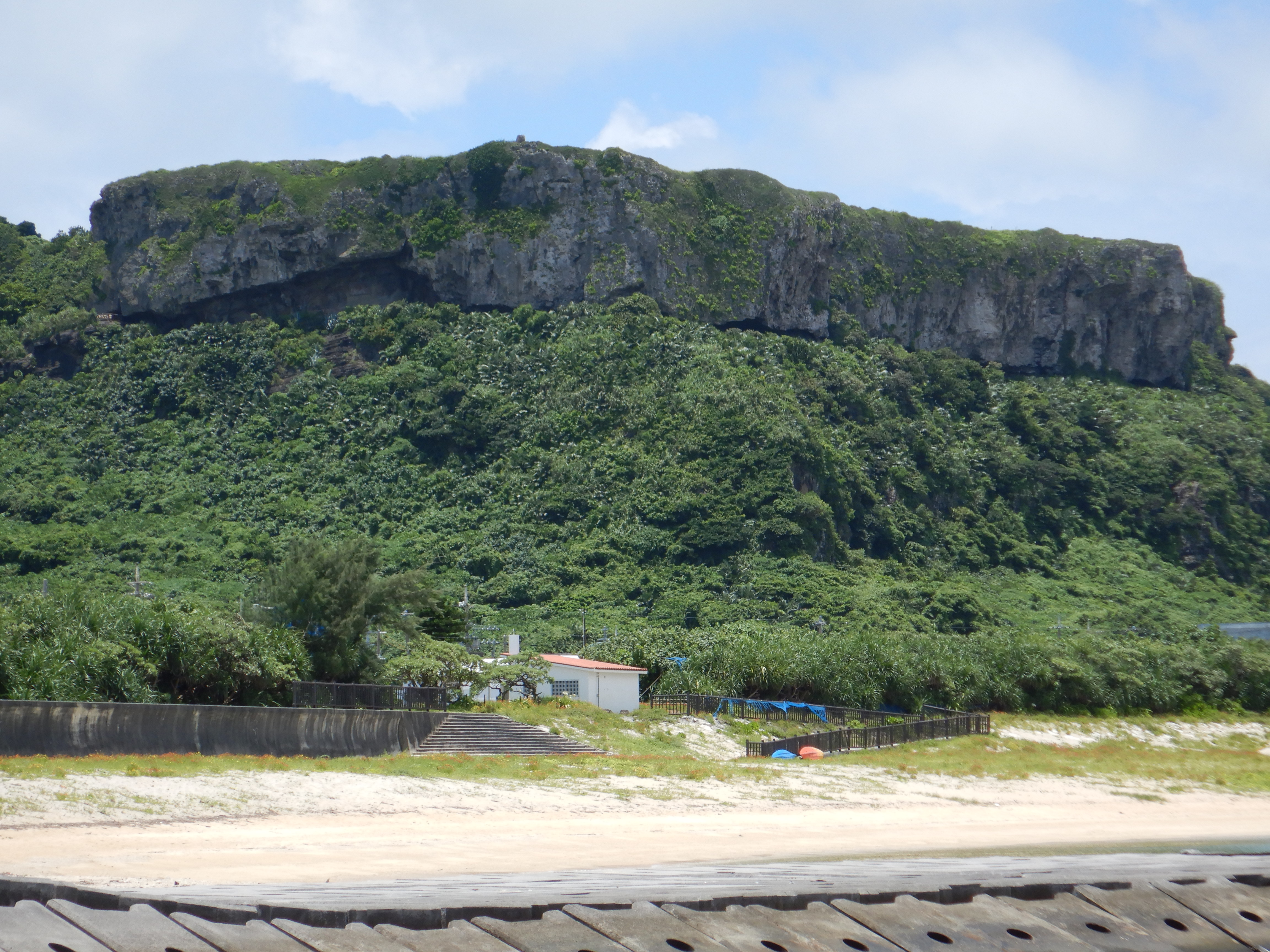
Tindabana vom Hafen Sonai aus gesehen

Tindabana (japanisch ティンダバナ) oder Tindahanata (ティンダハナタ) ist eine Klippe auf der Insel Yonaguni im äußersten Südwesten Japans. Seit dem 6. Oktober 2014 ist diese als nationaler Landschaftlich Schöner Ort mit einer Fläche von 44.011 m² ausgewiesen. Sie befindet sich im Norden der Insel östlich des Flughafens. Der höchste Punkt liegt auf 85 m und die Ryukyu-Kalksteinschicht, die den oberen Teil des Verwerfungshangs bildet, ist etwa 20 m dick. Die Landschaft weist zahlreiche Felsen und Höhlen auf.
Der Legende nach war Tindabana die Residenz von Sanai Isoba, einer Frau, die die Insel Yonaguni Ende des 15. Jahrhunderts regiert haben soll. Einmal im Jahr wird von Hausfrauen des Dorfes Sonai von einem als heilig geltenden Ort auf der Ostseite von Tindabana Quellwasser geholt.